# بازوش-سور-هوئن
بازوش-سور-هوئن (به فرانسوی: Bazoches-sur-Hoëne) یک کمون (فرانسه) در فرانسه است که در canton of Bazoches-sur-Hoëne واقع شده‌است. بازوش-سور-هوئن ۲۱٫۴۴ کیلومتر مربع مساحت دارد ۲۰۰ متر بالاتر از سطح دریا واقع شده‌است.